# Tadeusz Kilanowicz
Tadeusz Władysław Kilanowicz, ps. Elek (ur. 8 czerwca 1940 w Nowym Targu, zm. 4 lipca 1979 tamże) – polski hokeista, olimpijczyk.
Występował na pozycji napastnika. Przez całą karierę związany był z Podhalem Nowy Targ. W barwach tego klubu dwukrotnie zdobył tytuł mistrza Polski (1966, 1969) oraz dwukrotnie wicemistrza (1963, 1964). W polskiej lidze rozegrał 306 meczów, strzelając w nich 183 gole.
W latach 1961–1969 wystąpił 76 razy w reprezentacji Polski. Wraz z Józefem Stefaniakiem i Andrzejem Żurawskim tworzył w reprezentacji formację ataku. Zdobył dla drużyny narodowej 37 bramek.
W 1964 wystąpił w turnieju olimpijskim w Innsbrucku. Uczestniczył w sześciu turniejach o mistrzostwo świata:
- 1961 – Lozanna, Genewa
- 1963 – Sztokholm
- 1965 – Finlandia
- 1966 – Lublana
- 1967 – Wiedeń
- 1969 – Lublana

W trakcie kariery określany pseudonimem Elek.
Został uhonorowany tytułem Zasłużony Mistrz Sportu.